# Vaccinium exul
Vaccinium exul är en ljungväxtart som beskrevs av Harry Bolus. Vaccinium exul ingår i Blåbärssläktet, och familjen ljungväxter. Inga underarter finns listade i Catalogue of Life.